# مشكيكلا (آيت مزال)
مشكيكلا هي إحدى مشيخات المملكة المغربية، تتبع جغرافيا لإقليم شتوكة آيت باها وإداريًا لآيت مزال. يقدر عدد سكانها بـ 713 نسمة حسب الإحصاء الرسمي للسكان والسكنى لسنة 2004.